# Bony al pit
Un bony al pit, també conegut com a nòdul mamari, és un tumor localitzat en la mama i diferent del teixit circumdant de la mama. Poden estar també presents el dolor de mama, la secreció del mugró o els canvis de pell. Pel que fa als resultats, s'inclouen masses dures, que no es mouen fàcilment, tenen una forma irregular, o estan fermament connectades al teixit circumdant.
Les causes inclouen la mama fibroquística, fibroadenomes, mastitis, galactocels i càncer de mama. El càncer de mama representa aproximadament el 10% dels bonys al pit. El diagnòstic sol ser per exploració, imatge mèdica i biòpsia. La biòpsia es fa sovint mitjançant una punció aspirativa amb agulla fina. Es pot requerir més d'un examen.
El tractament depèn de la causa subjacent. Pot variar des de medicaments senzills contra el dolor fins a l'extracció quirúrgica. Algunes causes poden resoldre's sense tractament. Els bonys al pit són relativament comuns. En general, la preocupació més comuna de les dones que tenen un bony al pit és la de càncer de mama.

## Tipus
| Resultats                                 | Percentatge |
| ----------------------------------------- | ----------- |
| Mastopatia quística difusa                | 40%         |
| Cap malaltia                              | 30%         |
| Displàsies mamàries benignes i neoplasmes | 13%         |
| Càncer de mama                            | 10%         |
| Fibroadenoma                              | 7%          |

### Quists i abscessos
Un quist de mama és una bossa tancada i ple de líquid a la mama. Generalment se senten llisos o rugosos sota la pell, i poden ser molt dolorosos o no causar dolor. Aquests quists són causats per les hormones que controlen el cicle menstrual i són rars en dones majors de 50 anys.
Un quist sebàcic és una bossa tancada ple de líquid o un quist per sota de la pell causat per conductes tapats en el lloc d'un fol·licle pilós. L'estimulació o lesions hormonals pot fer que augmentin, però si no hi ha símptomes, no és necessari el tractament mèdic.
Els abscessos mamaris són bosses tancades ple de líquid dins del pit com a resultat d'una infecció. Pot ser molt dolorós i fer que la pell sobre el pit es torni vermella o se senti calenta o sòlida. Els abscessos mamaris són més freqüents en dones que alleten.

### Tumors

Un bony al pit associat amb un mugró invertit i un forat de la pell. La causa subjacent va ser el càncer de mama

Els adenomes són creixements anormals no cancerosos del teixit glandular a la mama. La forma més comuna d'aquests creixements, els fibroadenomes, es produeixen amb més freqüència en dones d'entre 15 i 30 anys i en dones d'ascendència africana. Solen sentir-se rodons i ferms, i tenen les vores llises. Els adenomes no estan relacionats amb el càncer de mama.
Els papil·lomes intraductals són creixements similars a les berrugues en els conductes galactòfors. Aquests bonys solen sentir-se sota el mugró i poden provocar una secreció sagnant del mugró. Les dones properes a la menopausa solen tenir només un bony, mentre que les dones més joves tenen més probabilitats de tenir múltiples bonys en un o en els dos pits.
El càncer de mama sol sentir-se com un bony dur o ferm, que generalment té una forma irregular i pot sentir-se connectat a la pell o als teixits a l'interior de la mama. El càncer de mama és rarament dolorós i pot ocórrer en qualsevol lloc del pit o del mugró.

### Greixos
La necrosi de greix és una condició en què les cèl·lules grasses normals de la mama es converteixen en bonys rodons. Els símptomes poden incloure dolor, fermesa, enrogiment i / o hematomes. La necrosi de greix sol desaparèixer sense tractament, però pot formar cicatrius permanents al teixit que poden aparèixer com una anomalia en una mamografia.
Un lipoma és un bony no cancerós de teixit adipós que és tou al tacte, normalment mòbil, i generalment sense dolor.

### Altres
Els hematomes de mama i els seromes poden ser visibles com a inflor local de la mama. Els seromes són una complicació freqüent de la cirurgia mamària. Els hematomes també poden produir-se després de la cirurgia mamària o de la lesió del pit o, més rarament, poden ocórrer espontàniament en pacients amb coagulopatia.

## Diagnosi

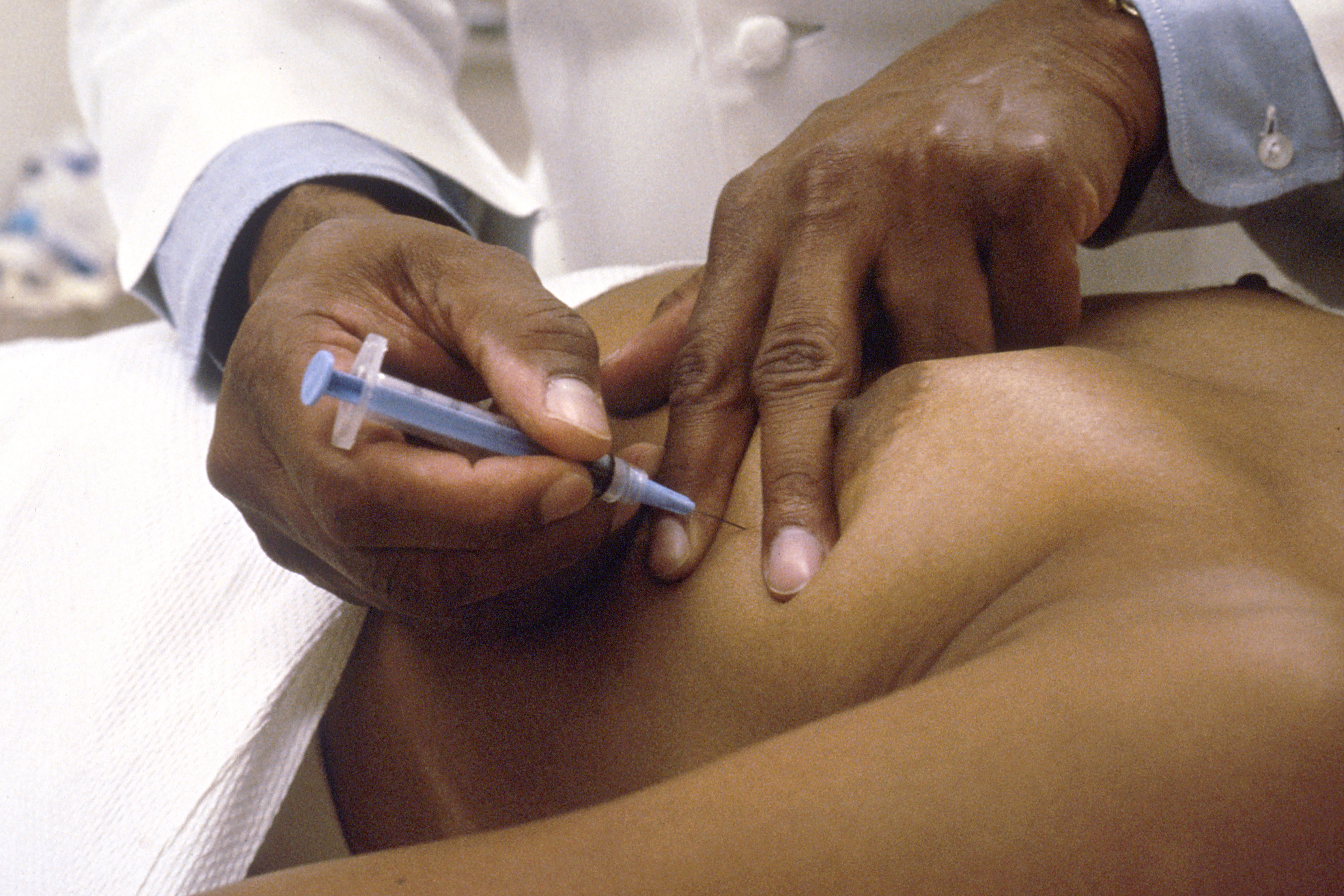
Biòpsia amb punció aspirativa amb agulla fina

Sovint es descobreixen els bonys al pit durant una autoexploració mamària o durant un control de rutina. Quan s'observa un bony inusual en la mama, la millor acció és programar un examen amb un metge que pugui diagnosticar millor el tipus de protuberància i l'estratègia per al tractament.
Les persones haurien d'assegurar-se que es conserven els registres mèdics de qualsevol malaltia relacionada amb el pit, ja que això facilita el diagnòstic en cas de repetició o seguiment.

## Tractament
Els tractaments per als bonys al pit varien en funció del tipus de bony. Els quists de mama i abscessos estàndard requereixen drenatge per al tractament, mentre que els quists sebàcics i la necrosi de greix es tracten millor per eliminació quirúrgica.
Actualment existeixen diverses opcions de tractament per als fibroadenomes: «esperar i observar», cirurgia oberta, i alternatives quirúrgiques mínimament invasives.
- «Esperar i observar» és freqüent en fibroadenomes molt petits i consisteix en revisions rutinàries amb un metge cada 6-12 mesos.
- La cirurgia oberta ha estat històricament el mètode més comú per eliminar fibroadenomes grans, però té diversos inconvenients. La cirurgia sovint requereix anestèsia general i un dia d'hospitalització, i pot deixar cicatrius significatives al lloc de la incisió.
- Les alternatives quirúrgiques mínimament invasives inclouen tècniques d'eliminació amb biòpsia i la crioablació. L'eliminació amb biòpsia consisteix a utilitzar un dispositiu de biòpsia assistida per buit per eliminar el fibroadenoma a poc a poc. Aquest procediment pot ser eficaç, però sovint no elimina tot el fibroadenoma, el que resulta en un possible recreixement. A la crioablació, una sonda guiada per ultrasò s'insereix al fibroadenoma a través d'una petita incisió a la mama. S'utilitzen temperatures extremadament fredes congelar la lesió, que finalment mor i es reabsorbeix al cos.